# Timberon (Nuevo México)
Timberon es un lugar designado por el censo ubicado en el condado de Otero en el estado estadounidense de Nuevo México. En el Censo de 2010 tenía una población de 348 habitantes y una densidad poblacional de 6,64 personas por km².

## Geografía
Timberon se encuentra ubicado en las coordenadas 32°38′11″N 105°41′43″O / 32.63639, -105.69528. Según la Oficina del Censo de los Estados Unidos, tiene una superficie total de 52.4 km², de la cual 52.34 km² corresponden a tierra firme y (0.11%) 0.06 km² es agua.

## Demografía
Según el censo de 2010, había 348 personas residiendo en Timberon. La densidad de población era de 6,64 hab./km². De los 348 habitantes, estaba compuesto por el 91.67% blancos, el 0% eran afroamericanos, el 0.57% eran amerindios, el 0.86% eran asiáticos, el 0% eran isleños del Pacífico, el 3.45% eran de otras razas y el 3.45% pertenecían a dos o más razas. Del total de la población el 15.23% eran hispanos o latinos de cualquier raza.